# Haider al-Abadi

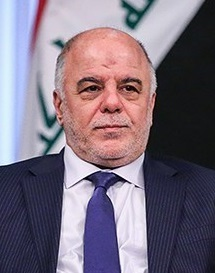
Haider al-Abadi (2017)

Haider Dschawad Kadhim al-Abadi (arabisch حيدر جواد كاظم العبادي, DMG Ḥaidar Ǧawād Kāẓim al-ʿIbādī; * 25. April 1952 in Bagdad) ist ein irakischer Politiker und war bis zum 24. Oktober 2018 Premierminister. Derzeit ist er Vorsitzender des am 14. Dezember 2017 gegründeten Bündnisses „Sieg“ (Nasr).

## Leben

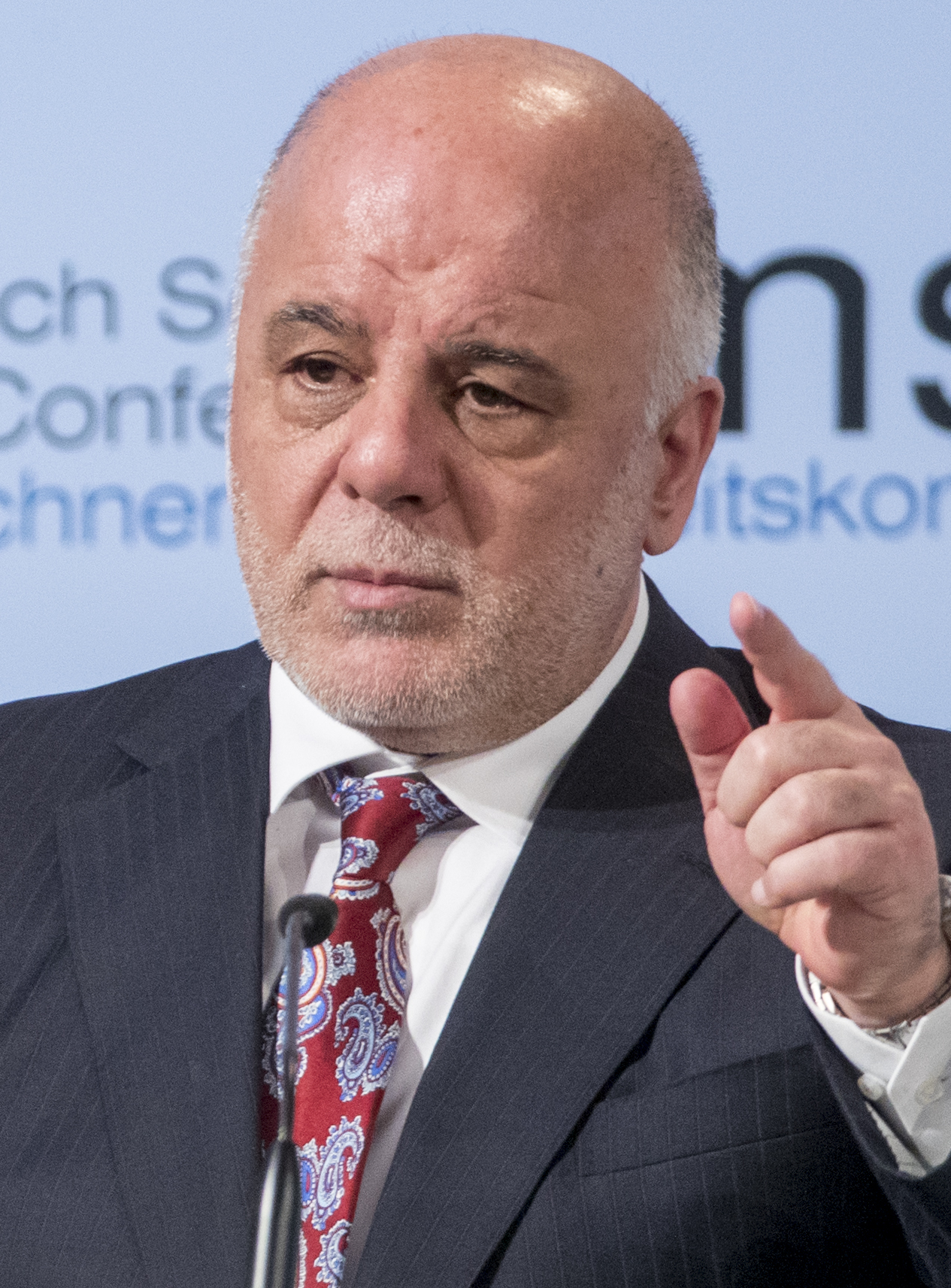
Al-Abadi während der 53. MSC 2017

Al-Abadi wurde 1952 als Sohn eines renommierten irakischen Mediziners, der als Krankenhausdirektor und Generalinspektor im Gesundheitsministerium tätig war, in Bagdad geboren. 1967 trat er der Islamischen Dawa-Partei bei. Er studierte Elektrotechnik an der Technischen Universität Bagdad und absolvierte 1975 seinen Abschluss als Bachelor of Arts.
Danach ging al-Abadi nach England, wo er 1980 an der Universität Manchester zum Doctor of Philosophy promovierte. Nachdem Saddam Hussein 1979 an die Macht gekommen war, blieb er mit seinem Vater im Exil in Großbritannien. Zwei seiner Brüder wurden Anfang der 1980er-Jahre vom Saddam-Regime hingerichtet und ein dritter für zehn Jahre inhaftiert. Außerdem wurde sein irakischer Ausweis, wegen angeblicher Verschwörung gegen die Baath-Partei, beschlagnahmt. Während seiner Zeit im Exil arbeitete al-Abadi u. a. als Forschungsleiter, Berater für Transportangelegenheiten und Generaldirektor eines Design- und Technologieunternehmens. 1998 erhielt er ein Stipendium für technologische Innovation vom britischen Department of Trade and Industry.
Nach dem Irakkrieg und dem Verbot der Baath-Partei kehrte al-Abadi 2003 in den Irak zurück. Wenig später protestierte er mit den Mitgliedern des Irakischen Regierungsrates gegen die Privatisierungspläne der Übergangsverwaltung der Koalition. Vom 1. September 2003 bis zum 1. Juni 2004 war er Kommunikationsminister, wobei er sich vor allem mit der Lizenzierung von Telekommunikationsunternehmen befasste. Von Januar bis Dezember war er Berater von Premierminister Iyad Allawi und seinem Nachfolger Ibrahim al-Dschafari. In der darauf folgenden Wahl zum Repräsentantenrat wurde er in den Repräsentantenrat gewählt und zum Vorsitzenden des Ausschusses für Wirtschaft, Investitionen und Wiederaufbau ernannt. 2010 wurde al-Abadi in diesem Amt bestätigt. 2013 leitete er den Finanzausschuss.
Al-Abadi wurde am 11. August 2014 von Staatspräsident Fuad Masum vor dem Hintergrund der schweren innenpolitischen Krise als Nachfolger von Nuri al-Maliki für das Amt des irakischen Premierministers nominiert. Nachdem Maliki widerwillig am 14. August 2014 zurücktrat, wurde al-Abadi am 8. September 2014 vereidigt und das Kabinett al-Abadi bestätigt. Vorausgegangen war die Wahl zum Repräsentantenrat vom 30. April, bei dem die Rechtsstaat-Koalition mit Abstand die meisten Stimmen errang. Nachdem er ab dem 15. Januar 2007 bereits Stellvertretender Vorsitzender der Dawa-Partei war, wurde er mit der Verteidigung auch Parteivorsitzender. Bis zu seinem Amtsantritt besaß er neben der irakischen auch die britische Staatsangehörigkeit, die er nach seiner Ernennung zum Premierminister aufgab. Im Dezember 2014 gestand er der Regionalregierung Kurdistans in einem Vertrag die Hälfte des gesamten Einkommens aus von Kurden kontrollierten Ölfeldern zu. Außerdem kämpft er gegen die Korruption in der irakischen Armee und engagiert sich für mehr Sunniten in der Regierung.
Al-Abadi ist verheiratet und Vater von drei Kindern.

## Weblink
- Haider al-Abadi Biography auf www.thefamouspeople.com (englisch)